# Repeat Offender
Repeat Offender là album phòng thu thứ hai của ca sĩ-nhạc sĩ người Mỹ Richard Marx. Album được phát hành vào tháng 7 năm 1989 bởi hãng Capitol Records. Album rất thành công tại thị trường Hoa Kỳ, tiêu thụ được trên 4 triệu bản chỉ riêng tại thị trường này, đồng thời đạt vị trí quán quân trên bảng xếp hạng album. Album này có hai ca khúc hit đều là những đĩa đơn quán quân là "Satisfied" và đĩa đơn Bạch kim "Right Here Waiting".
Sau khi lưu diễn trong hơn 1 năm để quảng bá cho album trước đó, Marx trở lại phòng thu, trong đó có một số bài hát anh sáng tác được trong quá trình lưu diễn. Album này được thu âm với các nghệ sĩ nổi tiếng lúc đó và thể hiện sự thành công rõ rệt so với album đầu tay của anh.

## Danh sách bài hát
Tất cả các ca khúc được viết bởi Richard Marx, trừ khi được ghi chú.
| STT | Nhan đề                            | Phổ lời             | Phổ nhạc            | Thời lượng |
| --- | ---------------------------------- | ------------------- | ------------------- | ---------- |
| 1.  | "Nothin' You Can Do About It"      |                     |                     | 4:44       |
| 2.  | "Satisfied"                        |                     |                     | 4:14       |
| 3.  | "Angelia"                          |                     |                     | 5:17       |
| 4.  | "Too Late to Say Goodbye"          | Fee Waybill         |                     | 4:52       |
| 5.  | "Right Here Waiting"               |                     |                     | 4:24       |
| 6.  | "Heart on the Line"                | Marx, Bruce Gaitsch | Marx, Bruce Gaitsch | 4:43       |
| 7.  | "Real World"                       |                     |                     | 4:14       |
| 8.  | "If You Don't Want My Love"        | Waybill             |                     | 4:07       |
| 9.  | "That Was Lulu" (only in CDs)      | Dean Pitchford      |                     | 3:44       |
| 10. | "Wild Life" (Japanese bonus track) |                     |                     | 4:08       |
| 11. | "Wait for the Sunrise"             |                     |                     | 4:15       |
| 12. | "Children of the Night"            |                     |                     | 4:44       |

## Đĩa đơn
Các bài hát sau đây đã được phát hành làm đĩa đơn từ album, cùng với vị trí xếp hạng của nó ở Mỹ và Anh
| Năm  | Bài hát                   | Mỹ | Anh |
| ---- | ------------------------- | -- | --- |
| 1989 | "Satisfied"               | 1  | 52  |
| 1989 | "Right Here Waiting"      | 1  | 2   |
| 1989 | "Angelia"                 | 4  | 45  |
| 1990 | "Too Late to Say Goodbye" | 12 | 38  |
| 1990 | "Children of the Night"   | 13 | 54  |

## Xếp hạng
| \| Bảng xếp hạng (1989) \| Vị trí cao nhất \| \| ----------------------- \| --------------- \| \| U.S. Billboard 200[1] \| 1 \| \| Australian Albums Chart \| 1 \| | - 4x Bạch kim (tháng 4 năm 1999) bởi Hiệp hội Công nghiệp ghi âm Hoa Kỳ. |
| Bảng xếp hạng (1989) | Vị trí cao nhất                                                          |
| U.S. Billboard 200 | 1                                                                        |
| Australian Albums Chart | 1                                                                        |